# Mineral (Washington)
Mineral es un área no incorporada ubicada en el condado de Lewis en el estado estadounidense de Washington.

## Geografía
Mineral se encuentra ubicado en las coordenadas 46°43′1″N 122°10′51″O / 46.71694, -122.18083.

## Atractivos naturales
Mineral ofrece vistas del Monte Rainier. La comunidad toma su nombre del cercano Lago Mineral.
Mineral es más conocido como destino de pesca. El lago se abastece anualmente con truchas arco iris y otras especies de peces. En el primer fin de semana de la temporada de pesca de Washington, la población de la ciudad aumenta a más del triple debido a la afluencia de pescadores. En el lago caben fácilmente hasta 200 barcos. El eslogan local es: "Lago Mineral, hogar de la trucha de 10 libras".
Mineral es el lugar donde se registró uno de los especímenes más altos de abeto de Douglas, que mide aproximadamente 120 metros (393 pies) de altura.
Mineral también se encuentra cerca de la ubicación del famoso avistamiento de ovnis de Kenneth Arnold en 1947.